# 薩哈林島亞歷山德羅夫斯克區

在薩哈林州的位置

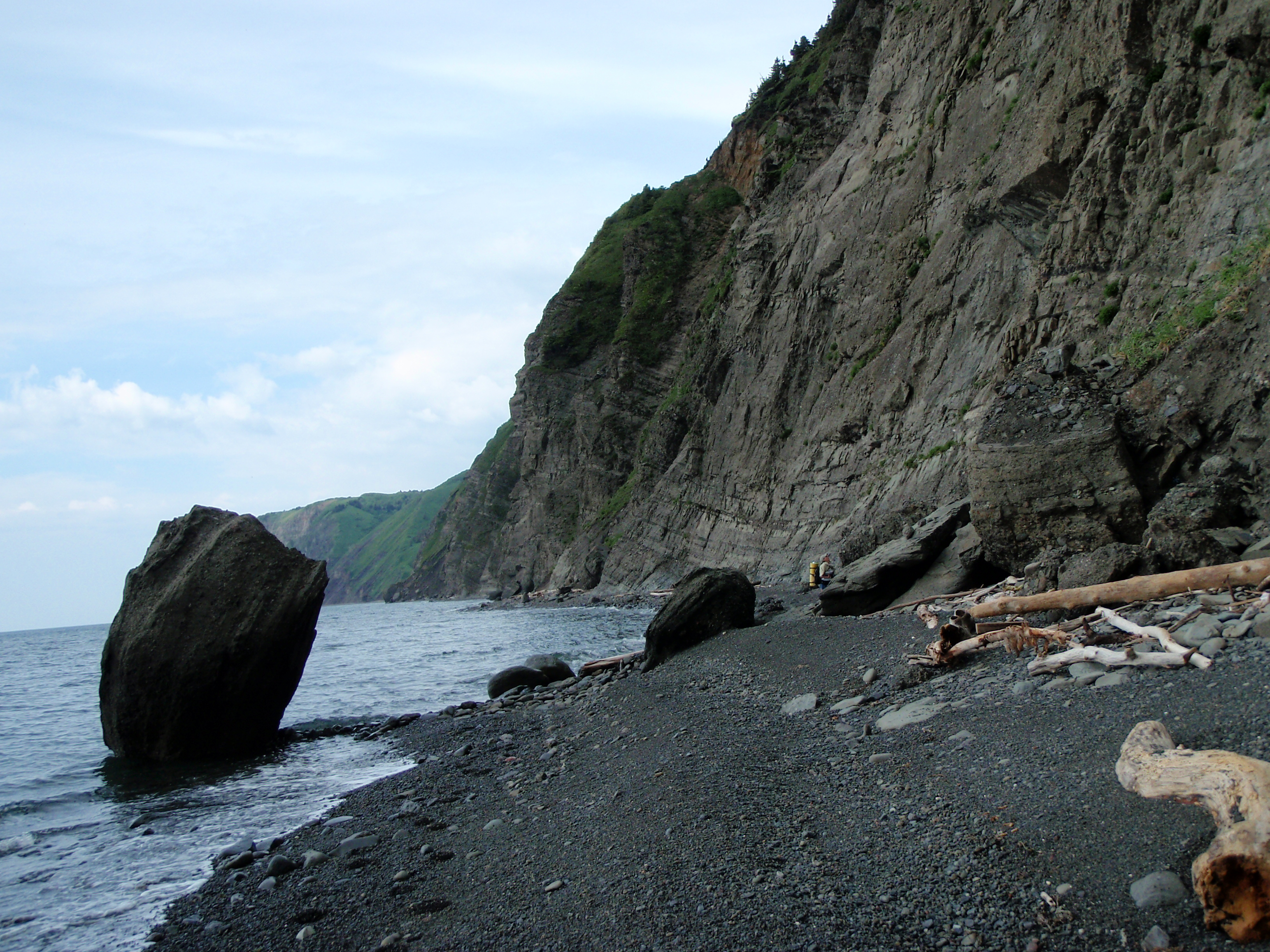

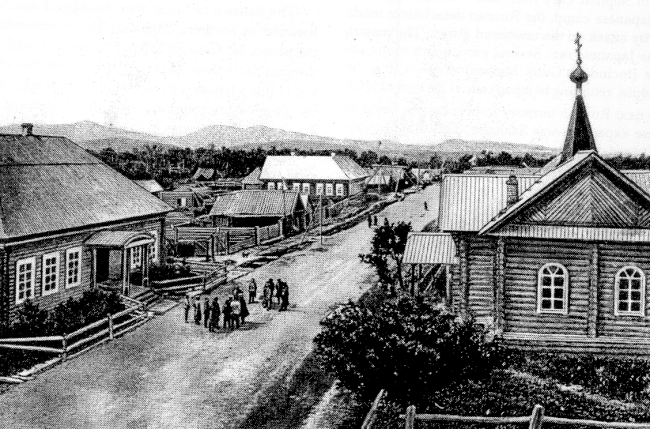
1880年代时的Vladimirovka村（село）。阿列克桑德羅夫斯克-薩哈林斯基區当代管轄该地面

薩哈林島亞歷山德羅夫斯克區（俄语：Александровск-Сахалинский район），是俄羅斯的一個區，位於該國東南部的库页岛上的西北方，由薩哈林州負責管轄，面積4,777.4平方公里，2010年除行政中心外的人口有2,791人，行政中心为薩哈林島亞歷山德羅夫斯克，區下管轄十余条村。
50°54′N 142°09′E / 50.900°N 142.150°E